# Đầu vào/đầu ra
Trong kỹ thuật máy tính đầu vào/đầu ra hay nhập/xuất, tiếng Anh là input/output hay I/O (hay, không chính thức, io hoặc IO) là sự giao tiếp giữa một hệ thống xử lý thông tin hay máy tính với thế giới bên ngoài, có thể là con người hoặc một hệ thống xử lý thông tin khác.

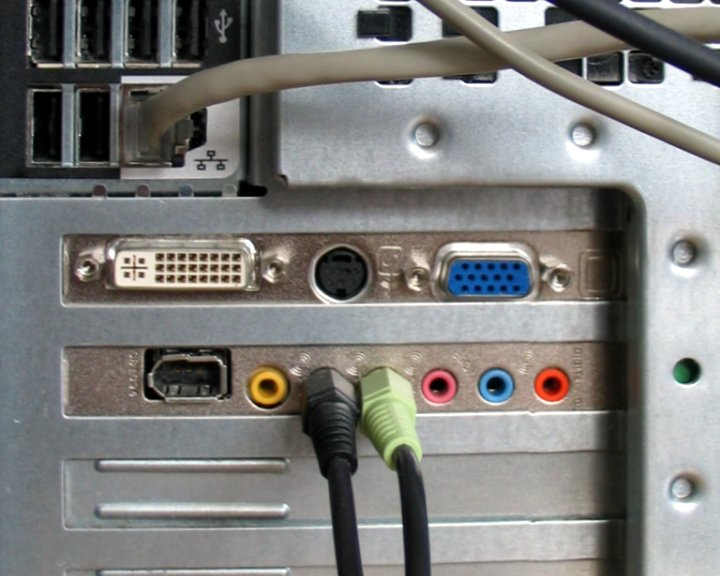
Các đầu nối I/O phía sau máy tính cá nhân thời kỳ 2005

Đầu vào là nơi nhập tín hiệu hay dữ liệu vào hệ thống. Đầu ra là nơi hệ thống xuất ra kết quả hay dữ liệu gửi đi từ nó.
Trong các mạch điện thông thường thì đầu vào và ra là phân biệt, có hướng, không lẫn lộn. Khi đó đường truyền tín hiệu có hướng xác định, là "dẫn tín hiệu đến" đầu vào và "đưa tín hiệu đi" từ đầu ra. Trong hệ thống dùng bus kết nối các logic ba trạng thái thì đường dẫn tín hiệu (bus) là dùng chung và lệnh về trạng thái I/O sẽ quyết định phần tử ra nào đưa số liệu lên bus và Đầu vào nào tiếp nhận số liệu.
Để trao đổi thông tin thì các thiết bị gom các đường truyền nói trên vào đầu nối điện tiêu chuẩn phù hợp, có thể có thêm đường dẫn nguồn, để ghép nối chúng với nhau.
Thuật ngữ này cũng có thể được sử dụng như một phần của hành động.
Thiết bị I/O là những thiết bị phần cứng mà con người (hay hệ thống khác) dùng để giao tiếp với một máy tính. Ví dụ, một bàn phím máy tính hay chuột máy tính là một thiết bị nhập cho máy tính, trong khi màn hình máy tính và máy in là thiết bị xuất. Các thiết bị để liên lạc giữa máy tính, như modem và card mạng, thường thực hiện cả hoạt động nhập và xuất.